# 荷花山镇
荷花山镇，是中华人民共和国辽宁省大連市庄河市下辖的一个乡镇级行政单位。

## 行政区划
荷花山镇下辖以下地区：
芙蓉村、河东村、郭家村、万亿村、同巨村和吉顺村。